# Ladonia (Texas)
Ladonia es un pueblo ubicado en el condado de Fannin en el estado estadounidense de Texas. En el Censo de 2010 tenía una población de 612 habitantes y una densidad poblacional de 118,68 personas por km².

## Geografía
Ladonia se encuentra ubicado en las coordenadas 33°25′42″N 95°56′54″O / 33.42833, -95.94833. Según la Oficina del Censo de los Estados Unidos, Ladonia tiene una superficie total de 5.16 km², de la cual 5.16 km² corresponden a tierra firme y (0%) 0 km² es agua.

## Demografía
Según el censo de 2010, había 612 personas residiendo en Ladonia. La densidad de población era de 118,68 hab./km². De los 612 habitantes, Ladonia estaba compuesto por el 61.27% blancos, el 36.27% eran afroamericanos, el 0.16% eran amerindios, el 0.49% eran asiáticos, el 0% eran isleños del Pacífico, el 0.82% eran de otras razas y el 0.98% pertenecían a dos o más razas. Del total de la población el 3.27% eran hispanos o latinos de cualquier raza.